# Маргарет Клей Фергюсон
Маргарет Клей Фергюсон (англ. Margaret Clay Ferguson; 1863–1951) — американська вчена, ботанік, відома вкладом у розвиток наукової освіти в галузі ботаніки. Також вона займалася вивченням сосен Північної Америки.

## Життєпис
Народилася 29 серпня 1863 року у Орлінзі. Вивчала хімію та ботаніку у коледжі Веллслі, закінчила навчання у 1891 році. У 1901 році отримала ступінь PhD з ботаніки у Корнелльському університеті.

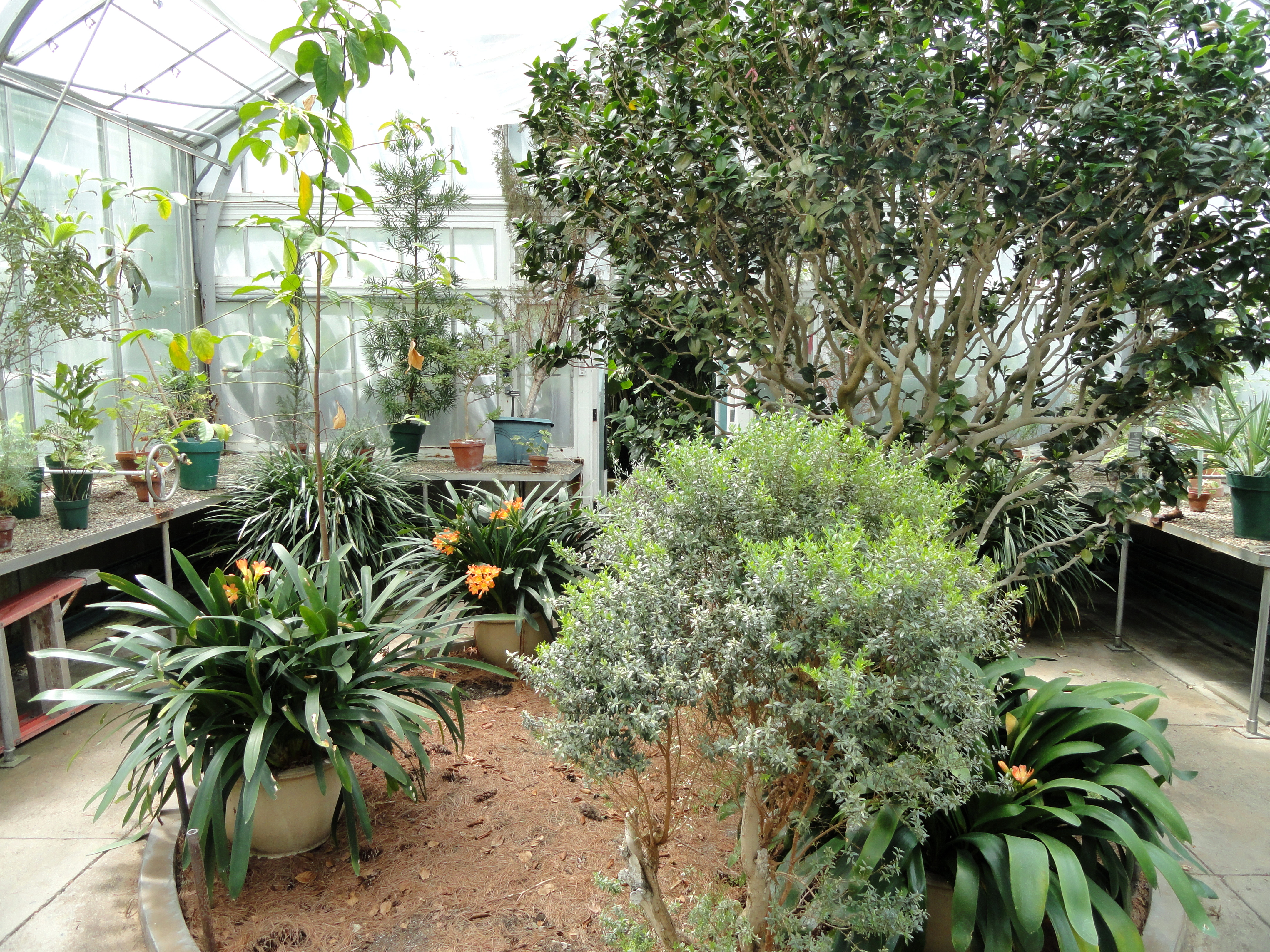
Сезонна виставка в оранжереях Маргарет Клей Фергюсон в коледжі Веллслі.

У 1929 році вона стала першою жінкою президентом Ботанічного товариства Америки.
У 1930 році Фергюсон почала працювати професором ботаніки у коледжі Веллслі та очолила кафедру.
Фергюсон вивчала різні види рослин, зокрема гриби, рослини з роду сосен та петуній. Її дослідження щодо петуній показали, як колір і малюнок квітів не відповідають законам Менделя по спадковості. Фергюсон заохочувала багатьох жінок-ботаніків до занять наукою під час навчання в коледжі Веллслі.
У 1931  році Сьюзан Міннс пожертвувала кошти коледжу Веллслі, щоб підтримати Фергюсон у її дослідженнях. У 1932 році Фергюсон вийшла на пенсію з коледжу Веллслі, проте продовжувала дослідження до 1938 року. Вона отримала почесний ступінь Гоноріс кауза від коледжу Маунт-Голіок.
Свої останні роки вона провела у Флориді, перш ніж переїхати до Сан-Дієго, де померла від серцевого нападу в 1951 році.
Оранжереї у ботанічному саду коледжу Веллслі названо на її честь.